# Jesper Ewald
Jesper Ewald (født 24. december 1893 i Vordingborg, død 30. august 1969 i København) var en dansk forfatter, journalist og oversætter. Han var søn af Carl Ewald og halvbror til Poul Henningsen.
Han blev student 1912, arbejdede som korrekturlæser og oversætter 1914-18 og var journalist ved den københavnske presse 1918-32. Derefter bedrev han fri journalistisk virksomhed.
Foruden de bøger, som han selv lagde navn til, skrev Jesper Ewald mange børnebøger under forskellige pseudonymer. Han arbejdede også som oversætter af f.eks.:
- Honoré de Balzac
- Rudyard Kipling